# Artur Maximilian von Bylandt-Rheidt
Artur Maximilian von Bylandt-Rheidt (německy Arthur Maximilian Adrian Reichsgraf von Bylandt-Rheidt) (5. května 1821 Vídeň – 21. února 1891 Vídeň) byl rakousko-uherský generál a politik. V c. k. armádě sloužil od roku 1837 a zúčastnil se několika válečných tažení. Jako důstojník dělostřelectva se zasloužil o prosazování novinek u technických složek vojska a zastával vysoké funkce ve vojenské správě. V letech 1876–1888 byl ministrem války Rakouska-Uherska a v armádě inicioval četné reformy. Dosáhl hodnosti polního zbrojmistra (1882) a byl rytířem Řádu zlatého rouna (1887).

## Biografie

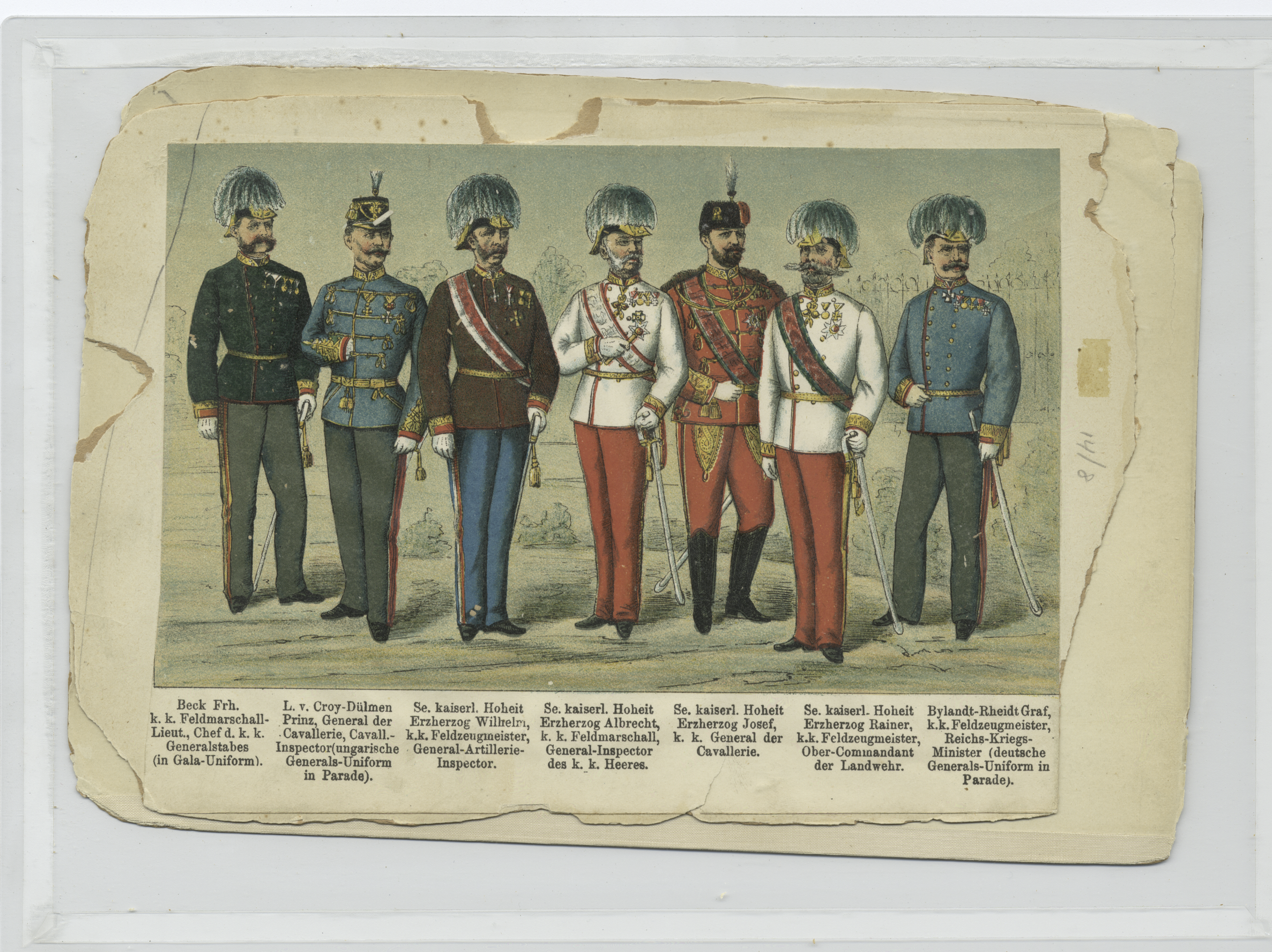
Vrchní velení rakousko-uherské armády 1887, zleva náčelník generálního štábu Friedrich von Beck-Rzikowsky, generální inspektor jízdy Leopold von Croÿ-Dülmen, arcivévoda Vilém, arcivévoda Albrecht, arcivévoda Rainer a ministr války Arthur Maximilian von Bylandt-Rheidt

Pocházel ze starého šlechtického rodu z Porýní, narodil se jako jediný syn hraběte Ferdinanda Karla Bylandt-Rheidta (1796–1862). Do armády vstoupil jako kadet v roce 1837 k 26. pěšímu pluku, poté byl poručíkem u 2. dělostřeleckého pluku ve Vídni. V revolučních letech 1848–1849 bojoval v Uhrách  Jako štábní důstojník v hodnosti majora 1. dělostřeleckého pluku se později zúčastnil války se Sardinií. V hodnosti plukovníka byl od roku 1864 šéfem dělostřeleckého výboru na ministerstvu války. Za prusko-rakouské války byl přidělen k vrchnímu velení dělostřelectva (1866). Po válce se mu podařilo v rakouské armádě prosadit zavedení zadovek, které podporoval již dříve v dánsko-německé válce. V roce 1869 byl povýšen do hodnosti generálmajora a poté několik let zastával funkci prezidenta Technicko-správního vojenského výboru na ministerstvu války (1869–1876). V roce 1875 dosáhl hodnosti polního podmaršála (Feldmarschalleutnant).

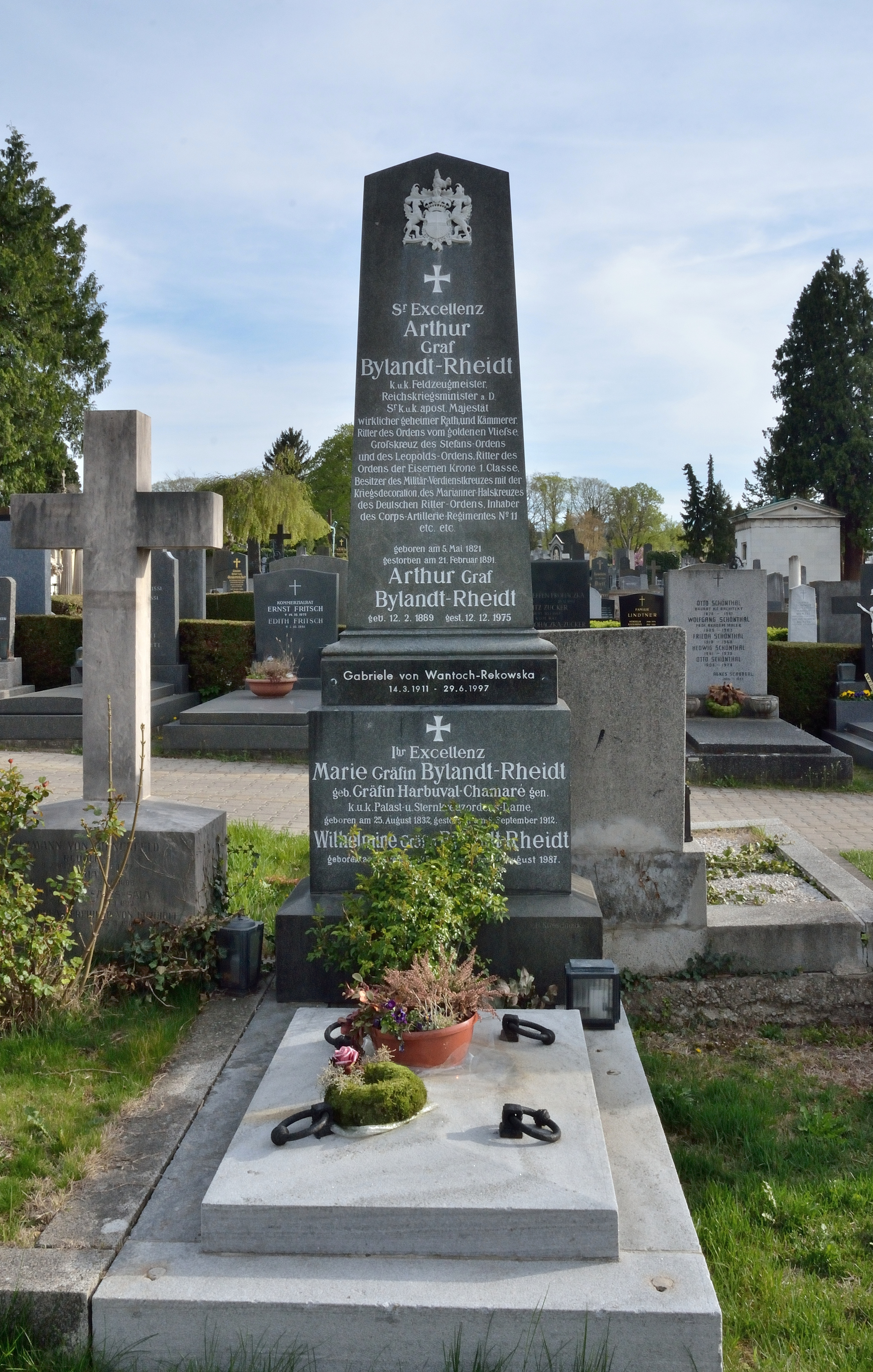
Hrob Artura Bylandt-Rheidta na hřbitově v Hietzingu

Od 21. června 1876 do 16. března 1888 zastával post ministra války Rakouska-Uherska (jedno ze tří společných ministerstev Rakouska-Uherska, zřízených po rakousko-uherském vyrovnání). Zasloužil se o reformy armády. Zvýšil armádní rozpočet ze 100 na 117 milionů zlatých. Zvýšil rozsah branné povinnosti o 10 let, zjednodušil správu armády. Byl stoupencem zachování němčiny jako jediného jazyka rakousko-uherské armády a odmítal decentralizaci kompetencí v oblasti železniční dopravy. Zároveň odmítal etnický šovinismus. V roce 1879 zorganizoval dobrovolnou zdravotní službu v armádě a realizoval také reformu vojenského školství. V roce 1882 byl počet pluků pěchoty zvýšen z 80 na 102 a ve stejné době došlo k reorganizaci armády, kdy byla dosavadní zemská velitelství rozdělena pod patnáct armádních sborů a tato struktura přetrvala až do začátku první světové války. V roce 1884 byl zřízen telegrafní a železniční pluk a o rok později byla zavedena kavalerie v c. k. zeměbraně. V roce 1882 dosáhl v armádě druhé nejvyšší hodnosti polního zbrojmistra. Na funkci ministra války rezignoval 16. března 1888 a ke stejnému datu byl penzionován i u vojska. Uplatnil se mimo jiné jako spisovatel a byl autorem několika odborných publikací v oboru dělostřelectva. 
Poslední roky života strávil střídavými pobyty ve Vídni, Badenu a Bad Vöslau. Zemřel ve Vídni 21. února 1891 ve věku nedožitých sedmdesáti let a je pohřben na hřbitově v Hietzingu. 

## Tituly a ocenění

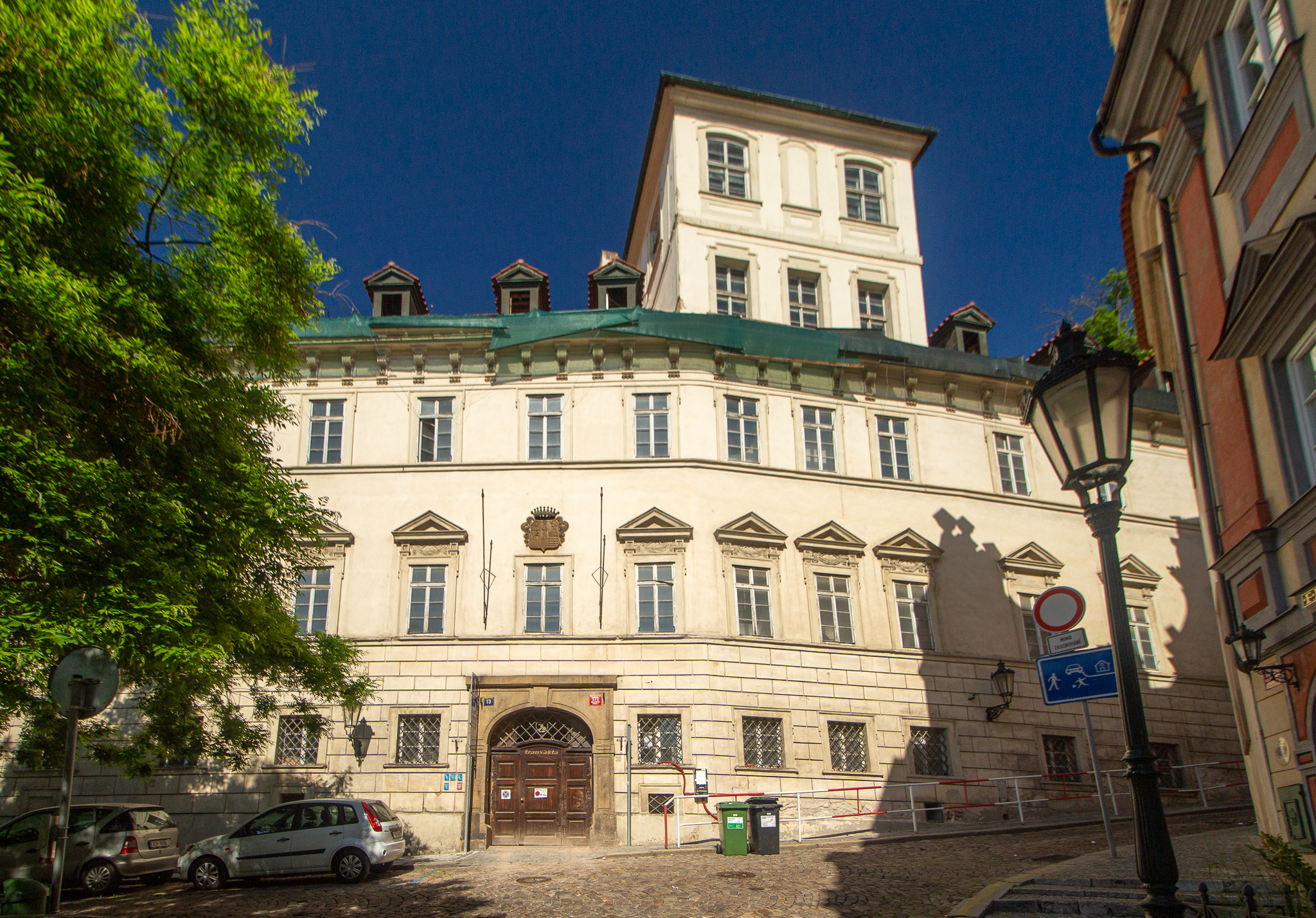
Palác Bylandt-Rheidtů v Praze

Od narození užíval titul hraběte, který jeho rodina získala již v roce 1678. S funkcí ministra války obdržel titul c. k. tajného rady s nárokem na oslovení Excelence. Od roku 1870 byl čestným majitelem dělostřeleckého pluku č. 11 dislokovaného ve Lvově. Během vojenské služby obdržel řadu vyznamenání v Rakousku-Uhersku i v zahraničí. Nejvyššího ocenění dosáhl v roce 1887 jako rytíř Řádu zlatého rouna, po odchodu do výslužby získal ještě velkokříž uherského Řádu sv. Štěpána (1888). Mimo jiné byl čestným členem Královské švédské akademie vojenských věd.

### Rakousko-Uhersko
- velkokříž Královského uherského řádu svatého Štěpána (1888)
- Řád zlatého rouna (1887)
- velkokříž Leopoldova řádu (1878)
- Válečná medaile (1878)
- Řád železné koruny I. třídy (1876)
- Řád železné koruny II. třídy (1870)
- Vojenský záslužný kříž s válečnou dekorací (1850)

### Zahraničí
- Řád sv. Stanislava I. třídy (Rusko)
- Řád svaté Anny III. třídy (Rusko)
- velkokříž Řádu sv. Mořice a sv. Lazara (Itálie)
- velkokříž Řádu Spasitele (Řecko)
- velkokříž Řádu Takova (Srbsko)
- Řád vycházejícího slunce I. třídy (Japonsko)
- Řád Osmanie I. třídy (Osmanská říše)
- Řád lva a slunce I. třídy (Persie)
- Řád knížete Danila I. I. třídy (Černá Hora)
- Řád sv. Michaela (Bavorsko)
- komandér Řádu čestné legie (Francie)

## Rodina
V roce 1852 se v Praze oženil s hraběnkou Marií Harbuval-Chamaré (1832–1912), tímto sňatkem získal rodový palác na Malé Straně (Sněmovní č. p.16). Marie byla později c. k. palácovou dámou a dámou Řádu hvězdového kříže. Z jejich manželství pocházely čtyři děti. Ze synů vynikl prostřední Artur (1854–1915), který byl členem několika vlád jako ministr zemědělství, školství a vnitra. Dcera Marie (1852–1919) se provdala do rodiny Valdštejnů.